# هیگوئرا د کالاترابا
هیگوئرا د کالاترابا (به اسپانیایی: Higuera de Calatrava) یکی از دهستان‌های استان خائن در کشور اسپانیا است. این شهر با مساحت ۳۹٫۳ کیلومتر مربع، ۶۵۳ تن جمعیت دارد.